# Sinapinaldehyd
Sinapinaldehyd (trans-3,5-Dimethoxy-4-hydroxyzimtaldehyd) ist eine chemische Verbindung aus der Gruppe der Phenylpropanoide bzw. der Zimtsäure-Derivate, die in Senra incana (Hibisceae) gefunden wird und in Korkeichen (Quercus suber), der Schwarznuss (Juglans nigra), sowie Roteichen (Quercus rubra) vorkommt.  
In Arabidopsis thaliana ist diese Verbindung ein Teil des Lignin-Biosyntheseweges. Das Enzym Dihydroflavonol-4-reduktase setzt Sinapinaldehyd und NADPH zu Sinapylalkohol und NADP um.